# Cradock
Cradock este un oraș din Eastern Cape, Africa de Sud.